# Berencsi Attila
Berencsi Attila (művésznevén: Beri Ary; Ózd, 1967. június 23. –) színész, zenész, festőművész, dalszövegíró.

## Életútja
12 éves koráig nagymamája nevelte Ózdon. Négyéves kora óta rajzolt, 6 éves korától csellózott, amit Budapestre kerülésekor kényszerült abbahagyni. A budapesti Képző- és Iparművészeti Szakközépiskolában érettségizett. Itt alakult a Beri Ary és a Játékos Fiúk és a Bery Ary és a Pillangók  zenekara. Ezután több filmben is szerepelt.
A Szerelem első vérig című filmből lett ismert. Egy véletlen során, a budapesti utcán sétálva szúrta ki a film  producere és a rendezője, akik kérésére másnap már a film főszereplője lett. A forgatás idejére havi 16 ezer forintot ajánlottak neki.
1989-ben elnyerte a San Sebastián-i Nemzetközi Filmfesztiválon a legjobb férfi főszereplőnek járó díjat, a Túsztörténet című filmben nyújtott alakításáért. 1990-től visszavonult a nyilvánosságtól.
2002-ben egy utolsó film erejéig visszatért a filmezéshez, majd végképp felhagyott vele. Egy ideig Londonban is élt, mosogatói munkát vállalt, pincérként dolgozott majd hazaköltözött 
Manapság zenész, és keresett képzőművészként tevékenykedik. Jelenleg Budapesten él és alkot. Számos  műgyűjtő gyűjteményét gazdagítják festményei, képzőművészeti alkotásai világszerte. Önálló dalszerzői estjeivel évente jelentkezik. 2014-ben megalakult elektronikus neurock zenekara Prototype néven.

## Filmszerepei
- Szerelem első vérig (1985) Fügedi Ferenc „Füge”
- Szerelem második vérig (1987) Fügedi Ferenc „Füge”
- Hótreál (1987) Dávid
- Túsztörténet (1989) Zoltán
- Labdaálmok (TV film, 1989) Káli Gyula
- Rabaka (1989) Peter
- Éljen anyád! (1991) Milán
- Szerelem utolsó vérig (2002) Fügedi Ferenc „Füge”
- The last buff (vizsgafilm)

## Televíziós műsorok
- XXI. század (2010), riportfilm
- Portré (2011) riportfilm

## Zenekarok
- Beri Ary és a Játékos Fiúk
- Beri Ary és a Pillangók
- E.V.A.
- Prototype

## Zenei és egyéb művészeti kiadványok
- 1986 Szerelem első és második vérig szövegíró Dés László zenéjére.
- 1988 Mindent köszönök album (nem jelent meg)
- 2000-ben Szellők szépe címmel jelent meg lemeze
- 2010-ben megjelent a Neon dalok album.[10] Amiben megtalálhatóak a pályája során írt, kiadott és kiadatlan dalszövegei és versei, ezen kívül a Neon dalok CD[11][12]

## Kiállítások
- 2012 június Symbol Art Gallery – Életmű-kiállítás és koncert[13][14]
- 2014 július Roham Bár - Névtelen Nők kiállítás[15]

(Mivel minden képe lényegében magángyűjteményekben van, a világ számos pontján, így a rendszeres kiállítások megszervezése lehetetlen.)

## Dalszövegei
Ismertebb dalszövegei:
- Csendes eső
- Fentről (Patrisha)
- Fizess ki
- Goodbye
- Isabelle
- Kisírt éj
- Másik oldal
- Mindenki alszik (Czakó Ildikó (Gombóc)nak)
- Mindent köszönök
- Mire a nap fölkel
- Napfény, eső
- Ne hagyj egyedül
- Ne higgy nekem (Czakó Ildikó (Gombóc)nak)
- Rabod vagyok
- Szellők szépe
- Táncolj
- Titkaid minden nap